# Dolmen von Boisseyre

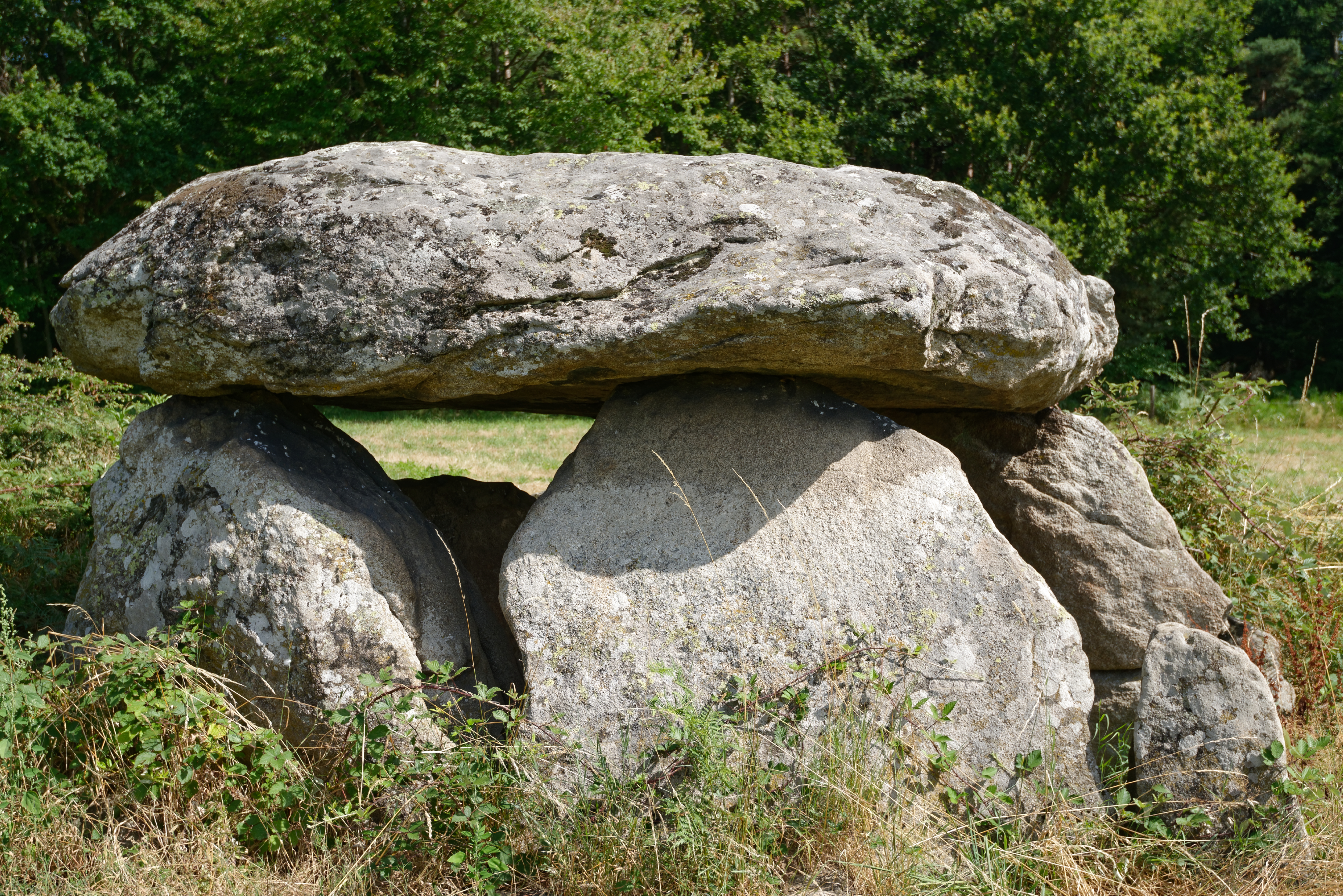
Dolmen von Boisseyre

Der Dolmen von Boisseyre (auch Pierre Couverte d’Ambert oder Pierre Couverte von Boissière genannt) liegt nördlich der Straße D996, westlich von Ambert im Département Puy-de-Dôme in der Auvergne in Frankreich. Dolmen ist in Frankreich der Oberbegriff für neolithische Megalithanlagen aller Art (siehe: Französische Nomenklatur).
Der Dolmen ist einer der am besten erhaltenen in der Auvergne. Sein Tumulus ist jedoch völlig abgetragen. Die etwa 25 Tonnen wiegende Deckenplatte aus Glimmerschiefer ist etwa 4,0 m lang, 3,0 m breit und 0,80 m dick. Sie liegt auf vier Tragsteinen. 
Der im späten 3. Jahrtausend v. Chr. errichtete Dolmen wurde in den vergangenen Jahrhunderten geplündert. Er wurde nach Angaben des Schriftstellers Henry Pourrat (1887–1957) im 19. Jahrhundert auf Anordnung eines Priesters beinahe zerstört.

Dolmen von Boisseyre
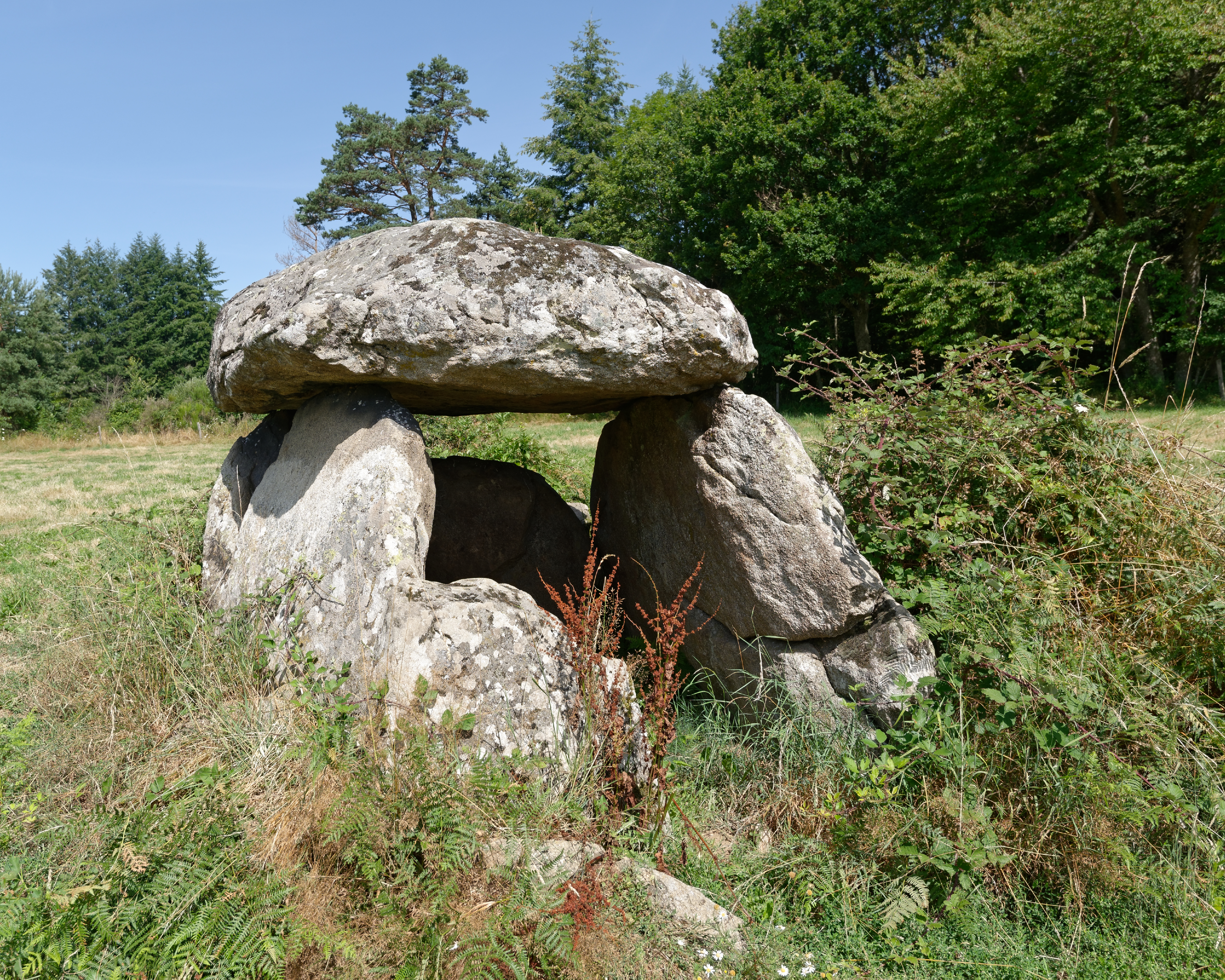
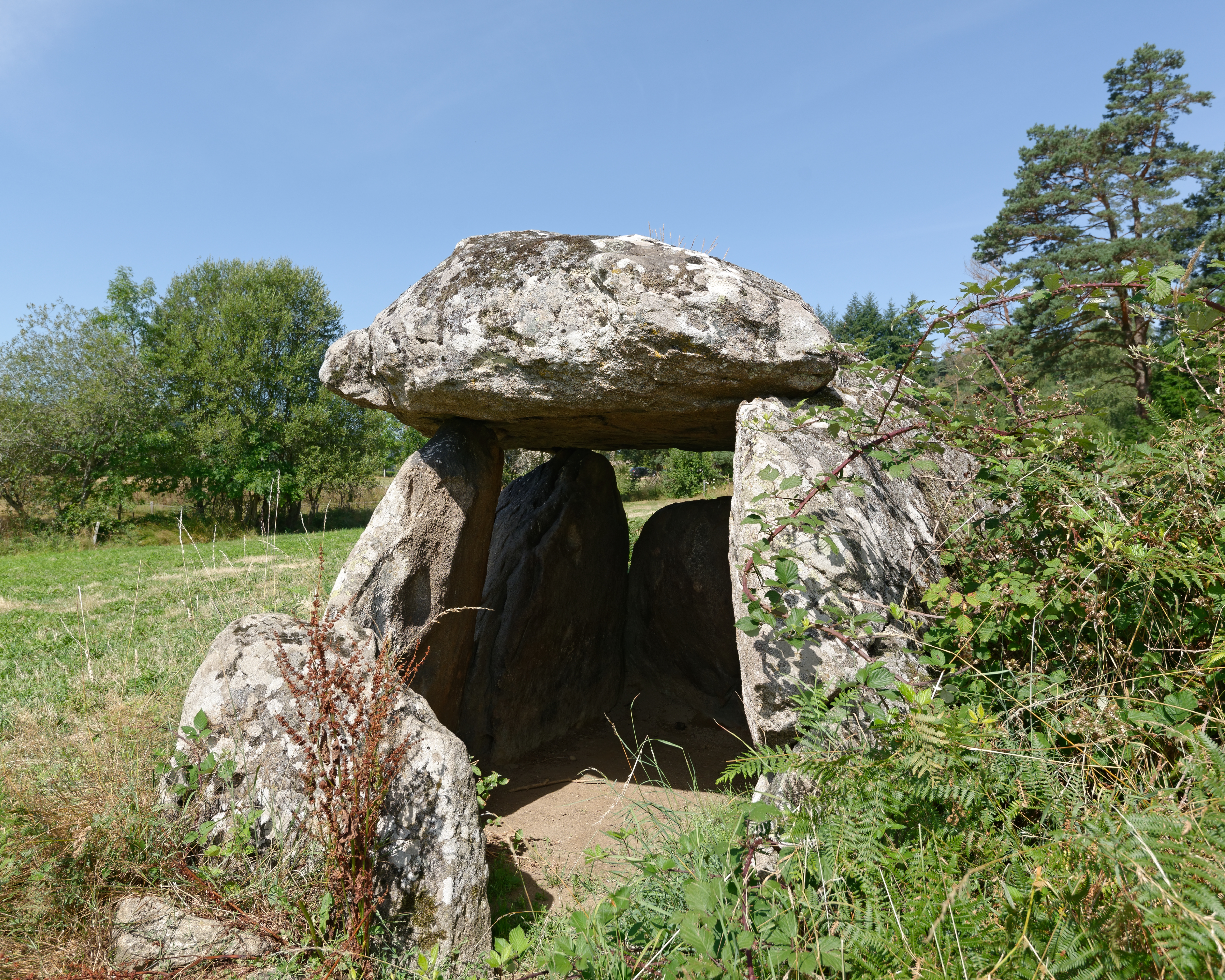
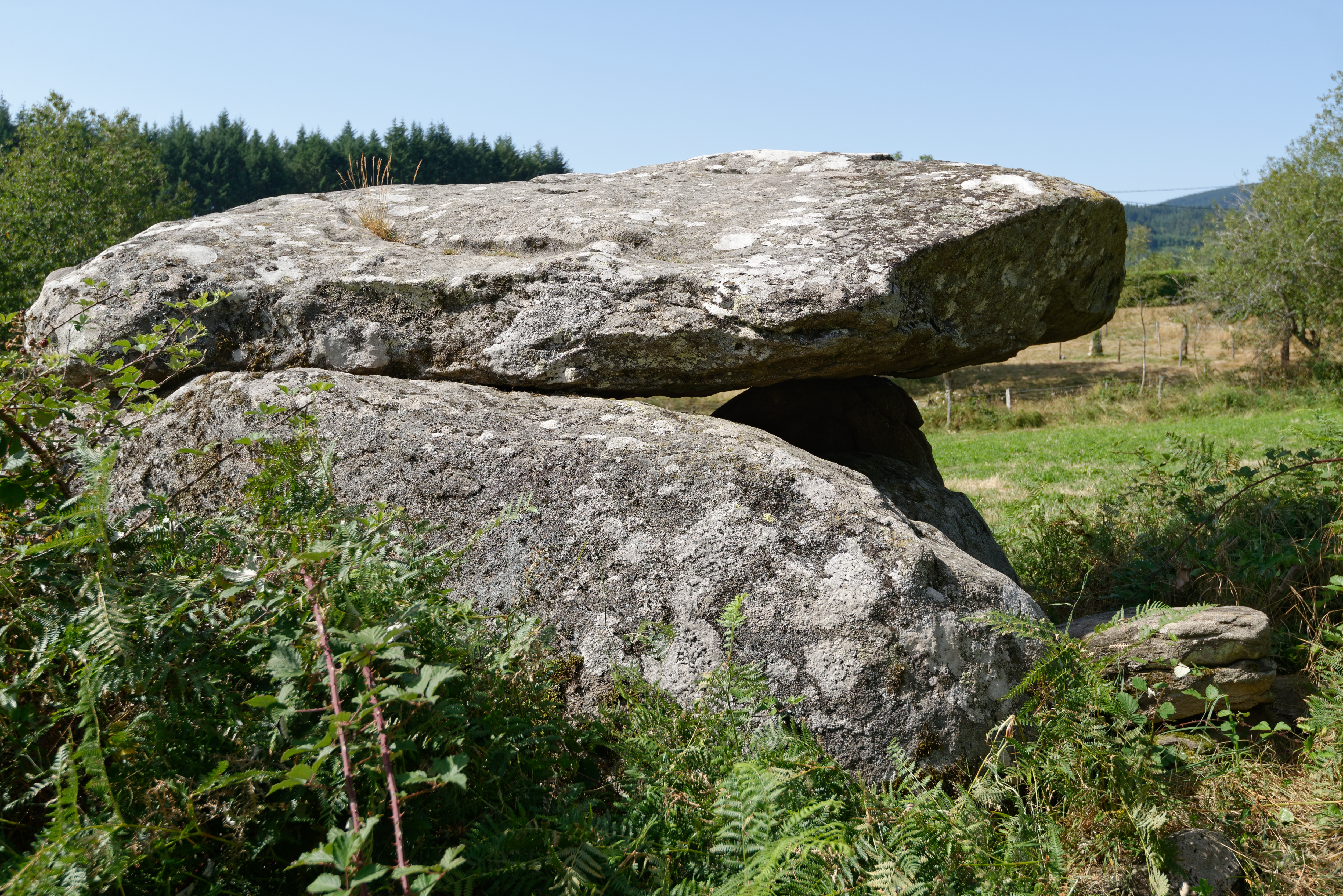
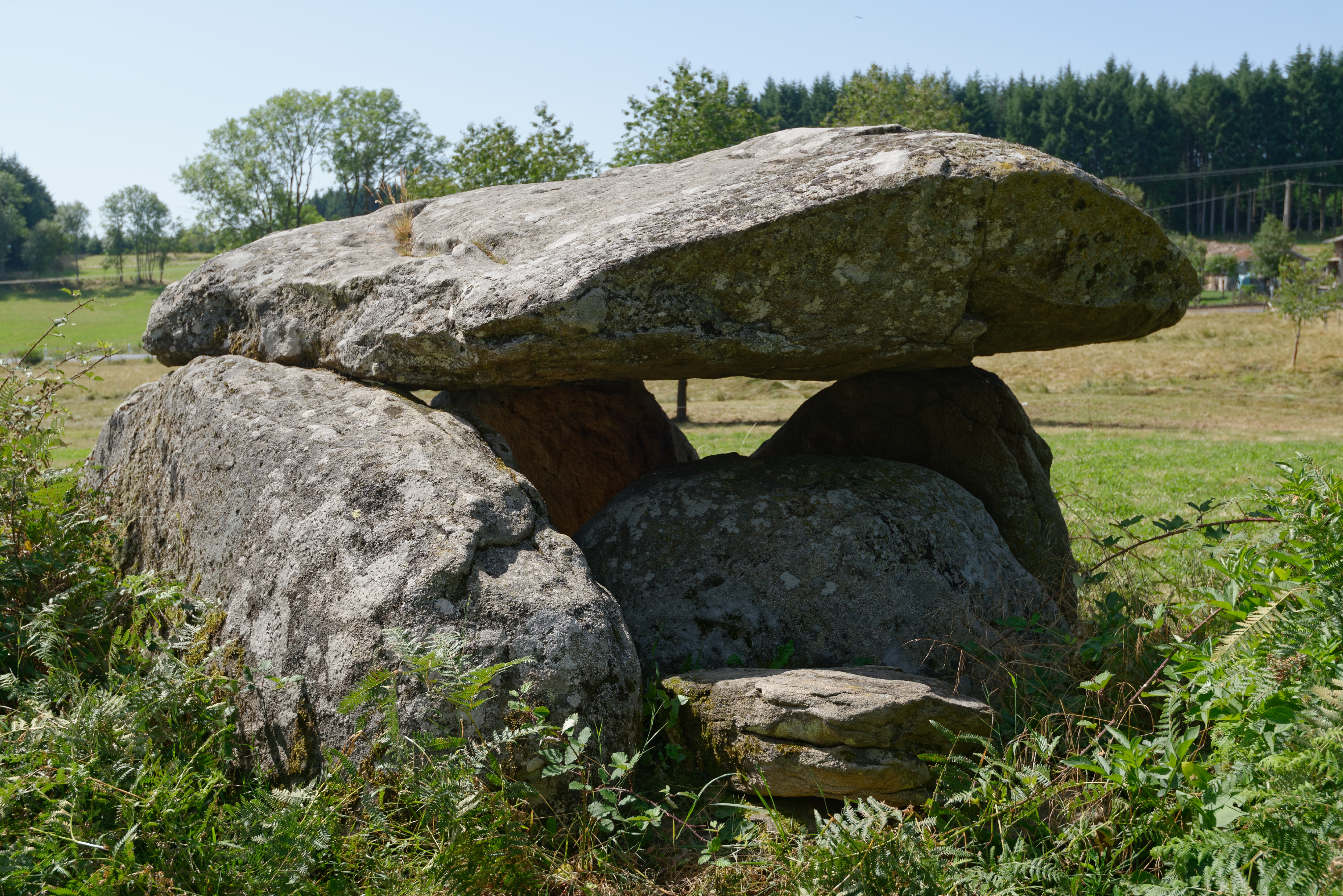

Die Legende besagt, dass er von einer Fee errichtet wurde.